# TES-3
TES-3 (ТЭС-3, in alfabeto cirillico) era una versione del carro armato sovietico T-10 adibito a centrale nucleare semovente. L'impianto, costruito a Obninsk, era composto da 4 veicoli TES-3 che dovevano operare congiuntamente ed aveva una potenza elettrica di 2 Megawatt.